# 10997 Gahm
10997 Gahm este un asteroid din centura principală de asteroizi.

## Descriere
10997 Gahm este un asteroid din centura principală de asteroizi. A fost descoperit pe 2 septembrie 1978 la Observatorul La Silla de Claes-Ingvar Lagerkvist. El prezintă o orbită caracterizată de o semiaxă mare de 2,62 ua, o excentricitate de 0,21 și o înclinație de 5,9° în raport cu ecliptica.